# الانتقادات الموجهة للاتحاد الأوروبي بشأن مواقفه من الصراع الفلسطيني الإسرائيلي

## الانتقادات الموجهة للاتحاد الأوروبي بشأن مواقفه من الصراع الفلسطيني الإسرائيلي
تعرض الاتحاد الأوروبي لانتقادات متزايدة من قبل منظمات حقوقية ونشطاء وسياسيين بسبب مواقفه من الصراع الفلسطيني الإسرائيلي، خصوصًا في أعقاب الحرب على غزة في أكتوبر 2023. وقد اعتبرت بعض هذه الجهات أن مواقف الاتحاد الأوروبي غير كافية للضغط على إسرائيل لوقف انتهاكات حقوق الإنسان، متهمة إياه بالتواطؤ أو التغاضي عن تلك الانتهاكات من خلال استمرار العلاقات السياسية والاقتصادية معها.

### خلفية
يشكل الاتحاد الأوروبي أحد أبرز الداعمين الماليين للسلطة الفلسطينية، كما يعد شريكًا اقتصاديًا رئيسيًا لإسرائيل. وغالبًا ما يؤكد الاتحاد في بياناته الرسمية دعمه لحل الدولتين وضرورة احترام القانون الدولي الإنساني. إلا أن هذه المواقف الدبلوماسية لم تمنع تصاعد الانتقادات في فترات التصعيد العسكري، لا سيما عندما يُنظر إلى مواقف بعض الدول الأعضاء باعتبارها منحازة لإسرائيل.

### موقف المنظمات الحقوقية
في تقرير صادر عن منظمة العفو الدولية في نوفمبر 2023، وُجهت اتهامات لإسرائيل بارتكاب "انتهاكات جسيمة للقانون الدولي الإنساني" خلال العمليات العسكرية في قطاع غزة، وشمل ذلك قصفًا عشوائيًا للمناطق المدنية ومنشآت طبية وتعليمية. ودعت المنظمة المجتمع الدولي، بما في ذلك الاتحاد الأوروبي، إلى فرض حظر أسلحة شامل على إسرائيل.
كما دعت هيومن رايتس ووتش الاتحاد الأوروبي إلى إعادة النظر في اتفاقيات الشراكة الموقعة مع إسرائيل، مشيرة إلى أن استمرار هذه الاتفاقات يتعارض مع المادة 2 من تلك الاتفاقيات التي تنص على احترام حقوق الإنسان.

### انتقادات متعلقة بالأسرى
وجهت منظمات فلسطينية وأوروبية انتقادات لاذعة لبرامج الدعم الأوروبي للمؤسسات الإسرائيلية، مشيرة إلى أنها تتغاضى عن ظروف اعتقال آلاف الفلسطينيين، بمن فيهم أطفال وقاصرين، في السجون الإسرائيلية دون محاكمة عادلة. كما أثار هذا الملف اهتمام وسائل الإعلام الدولية والمنظمات الإنسانية.